# Zeki Yavru
Zeki Yavru (Trebisonda, 5 settembre 1991) è un calciatore turco, difensore del Samsunspor.